# 瀧本敦
瀧本 敦（滝本 敦、たきもと あつし、1927年4月9日 - ）は、日本の植物学者、京都大学名誉教授。

## 略歴
山口県岩国市出身。1950年京都大学農学部農林生物学科卒、同大学院中退、1961年「短日植物の花芽形成を支配する光条件」で農学博士。京大農学部助手、講師、助教授を経て、1967年教授、1991年定年退官、名誉教授となる。日本植物学会・日本植物生理学会名誉会員。日本植物生理学会功績賞を受賞。花を咲かせる開化ホルマリンを研究した。

## 著書
- 『ひかりと植物』大日本図書 1973
- 『花ごよみ花時計』中央公論社（自然選書）1979
- 『ヒマワリはなぜ東を向くか 植物の不思議な生活』中公新書 1986
- 『アサガオのつぼみはどうしてできる』さ・え・ら書房（やさしい科学）1988
- 『花を咲かせるものは何か 花成ホルモンを求めて』中公新書 1998

## 論文
- <瀧本敦